# Bosman floty
Bosman floty (bsm. fl.) – podoficerski stopień wojskowy w polskiej Marynarce Wojennej w latach 1921-1932. W 1932 stopień bosmana floty zmieniono na chorążego marynarki.